# Герсдорфит
Герсдорфи́т (нем. Gersdorffit) или ни́келевый блеск (калька с нем. Nickelglanz), иногда также никелево-мышьяковый блеск — минерал, сульфоарсенид никеля состава NiAsS. Герсдорфит образует серии твёрдых растворов с кобальтином (CoAsS) и ульманнитом (NiSbS). Кристаллическая структура в большинстве случаев аналогична структуре пирита.

## Свойства
Цвет — серебряно-белый, стально серый. Непрозрачный. Твёрдость по шкале Мооса — 5.5. Хрупкий. В примесях может содержаться железо, кобальт, сурьма, медь.
Герсдорфит имеет три формы кристаллизации: герсдорфит-P21 3 (NiAsS), герсдорфит-Pa 3 (Ni(As,S)2) и герсдорфит-Pca21 (NiAsS). Герсдорфит встречается в качестве минерала гидротермальной жилы наряду с другими сульфидами никеля. Сопутствующие минералы включают никелин, никель-скуттерудит, кобальтин, ульманнит, маухерит, лёллингит, минералы платиновой группы миллерит, пирит, марказит и халькопирит.
В азотной кислоте растворяется с выпадением серы и оксида мышьяка(III) при окрашивании раствора никелем в зелёный цвет. Встречается в среднетемпературных гидротермальных месторождениях серебряно-кобальтово-никелевых и кобальтово-никелевых руд, иногда в сидеритовых жилах.
В зоне окисления за счет герсдорфита образуется ярко-зеленый аннабергит.
Мировой известностью пользуются включения хорошо образованных октаэдрических кристаллов герсдорфита до нескольких миллиметров в кристаллах кварца из района Астафьевского месторождения (Урал, Россия). Иногда используется в качестве никелевой руды.

## История
Герсдорфит был впервые описан в 1843 г. и назван по имени Иоганна фон Герсдорфа, владельца никелевого рудника Шладминг в Австрии (первоначальное местонахождение).